# Куртатоне
Куртатоне (італ. Curtatone) — муніципалітет в Італії, у регіоні Ломбардія,  провінція Мантуя.
Куртатоне розташоване на відстані близько 390 км на північ від Рима, 125 км на схід від Мілана, 7 км на захід від Мантуї.
Населення — 14 896 осіб (2014).
Щорічний фестиваль відбувається 31 грудня. Покровитель — San Silvestro.

## Демографія
Населення за роками:

Станом на 1 січня 2023 року в муніципалітеті офіційно проживало 688 іноземців з 57 країн, серед них 164 громадяни країн Євросоюзу та 48 громадян України.

## Сусідні муніципалітети
- Борго-Вірджиліо
- Кастеллуккьо
- Мантуя
- Маркарія
- Порто-Мантовано
- Родіго